# Паракас (культура)

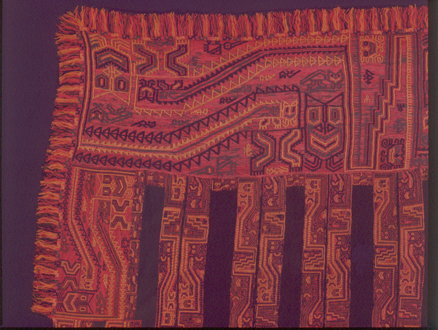
Тканина культури Паракас Музей Ларко, Ліма

Культура Паракас — археологічна культура, що існувала в Андах у період приблизно з 750 по 100 роки до н. е. Носії культури Паракас володіли мистецтвом іригації і меліорації земель. Культура існувала на півострові Паракас, згідно з сучасним адміністративним поділом — у муніципалітеті Паракас провінції Піско регіону Іка, Перу. Нащадком культури Паракас є, імовірно, культура Наска. Саме слово паракас перекладається як «пісок, що струмує немов дощ».

## Історія
Культура Паракас проіснувала понад 6 століть, проте наприкінці І тис. н. е. вона раптово і загадково зникла, перебуваючи на вершині своїх інтелектуальних можливостей, за умов активного будування стратифікованого державно організованого суспільства, розвинених політико-релігійних інститутів, розширення багато галузевого господарства.
Концепцій, що намагаються пояснити цей культурно-політичний крах, значно більше, аніж реально досліджених фактів, аргументів чи матеріалів, що могли б підтвердити або спростувати найрізноманітніші теорії паракаського культурного затухання.

## Суспільство
Пишність розкопаних поховань свідчить про високий рівень соціально-майнової диференціації, що її досягло паракаське суспільство. Існувала спадкова знать, кількість якої дослідники нараховують в межах 3-4 %. Їх зовнішньою відмінністю були стиснуті черепи (на кшталт майя і ольмеків), коштовності та вишуканий одяг. Знать поділялася на жрецьку і світську.
Основу населення складали землероби, ремісники, частково збираці та скотарі. Також існував невеличкий прошарок торговців.

## Господарство
Основою місцевої економіки було іригаційне землеробство, типологічно схоже на аналогічні рільничі системи в долинах Хуанхе, Інду чи Передньої Азії. Базою для нього слугувала річка Іка та, частково, сусідні з нею річки Піско й Наска. Тому масштаби іригаційних комплексів Паракасу багато в чому поступалися своїм східним аналогам.
Застосовували природні добрива гуано — екскременти морських пернатих (бакланів, пеліканів, морських ластівок-олушів тощо), що давало можливість збирати на бідних гумусом землях гарні врожаї. Вирощували кукурудзу, квасолю, арахіс, гарбуз, ачіру, перець і бавовник, культивували лукуму. Об'єктами збиральництва були дикий бавовник і хунко.
Вантажі для паракасців переносили лами, вони ж забезпечували людей вовною, м'ясом, шкурами і паливом. Допоміжну роль у господарському комплексі Паракасу відігравали морські промисли та в дуже обмежених масштабах — полювання на сухопутних тварин.
Доволі примітивною залишалася більшість ремісничих технологій: знаряддя праці, що їх застосовували паракасці були переважно кам'яними, кістяними або обсидіановими.
У металообробці мешканці Паракасу досягли неабияких успіхів. Вони навчилися плавити золото і мідь, виготовляли ювелірні вироби із сплавів міді й золота (тумбага). На виробництво знарядь праці чи військового спорядження цей технологічний прорив майже не вплинув (лише наявність обсидіанових знарядь стала дійсно новим словом у виготовленні засобів виробництва). Метали паракасці використовували виключно для виготовлення прикрас.
Найбільшого розвитку досягло ткацтво. Ці тканини славляться як одні з найкращих зразків доколумбового мистецтва. Вони комбіновано виткані з бавовнику, вовни лам і вікуній, людського волосся, пташиного пір'я, навіть шерсті й пуху кажанів. Тканини надзвичайно яскраво й колоритно орнаментовані та прикрашені поліхромними візерунками, зображеннями людей, птахів і тварин (риб, змій, мавп, крабів, восьминогів тощо), загадкових богів і навіть малюнковими знаками, котрі нагадують якісь зародки ймовірної піктографічної писемності. Сучасні вчені нарахували 190 їхніх кольорів і відтінків, що застосовувалися при забарвлені. Попри несприятливі умови зберігання ці кольори (найчастіше — різноманітні відтінки синього, зеленого, жовтого й коричневого) зберегли свою надзвичайну яскравість.

## Культура
Мотиви котячих і кондорів, поширені в паракаському мистецтві, яскраво свідчать про певну культурно-історичну спадковість між Чавіном і Паракасом, проте успадкування це найімовірніше було здійснене не безпосередньо від чавінців, а через первісних посередників.
Некрополь в Уарі-Каян (Wari Kayan) складався з безлічі великих підземних похоронних камер, кожна з яких вміщала в середньому сорок мумій (на сьогодні виявлено 429 мумій). Вважається, що кожна камера належала окремій сім'ї або клану і використовувалася впродовж багатьох поколінь. Кожна мумія прив'язувалася мотузком до свого місця й потім обгорталася в декілька шарів тканини, прикрашеної багатим візерунком (фардос). Щоб обгорнути тканинами одну мумію родовитого небіжчика паракасці витрачали в середньому 17 м2 орнаментованої тканини, на виготовлення якої потребувалося приблизно 1000 людино-годин робочого часу.
Кераміка Паракасу, що зазнала істотного впливу чавінських канонів, залишалася ще недосконалою.

## Вірування
Паракасці поступово відійшли від тотемних традицій попередників-чавінів і перейшли до «олюднення» своїх богів, яких вони до того почали диференціювати на вищих (можливо, навіть одного головного), середніх і нижчих, що віддзеркалювало та освячувало разючу нерівність у людському суспільстві.

## Одяг
Складався із накидки на кшталт понч, прикрашеної пір'ям головної пов'язки, бахрома від якої перепліталася з довгим, заплетеним у спільну з нитками косу волоссям, та пов'язки з бахромою на стегна.

## Медицина
Одним із найвищих здобутків даної культури був високий рівень розвитку медицини, насамперед хірургії. Тгочасні лікарі жрецького походження широко використовували у своїй практиці антисептики, застосовували для комплексної анестезії пацієнтів високоградусну чічу (ферментоване маїсове пиво) та галюциногенний напій, виготовлений з кактуса Сан-Педро.
Проводячи хірургічні операції, вони користувалися інструментами, виготовленими з обсидіану, кістки й каменю, до яких з часом додалося перше мідне хірургічне обладнання. В ході операцій, пов'язаних із трепанацією черепа, паракаські лікарі застосовували спеціальні золоті пластини, що вживлялися у рани, після чого їхні пацієнти жили повноцінним життям ще багато років.

## Дослідження
Переважно сучасні знання про життя культури Паракас ґрунтуються на розкопках великого приморського некрополя, який уперше досліджував перуанський археолог Хуліо Тельйо в 1920-х роках. Саме він дав назву цієї культурі у 1925 році.